# 宮本拓
宮本 拓（みやもと たく）は、日本の男性演出家、映画監督。

## 経歴
- 1965年宮崎県出身。東京映像芸術学院　特撮学部卒。同期にアニメ脚本家の川崎ヒロユキ、高山カツヒコらがいる。
- 卒業後、株式会社テレフォース・スタジオ勤務。美術助手や撮影助手、助監督として勤めるかたわら、同学院の運営スタッフ、非常勤講師を兼任。
- 1990年よりフリーの映像監督となり、岩波映画製作所を中心として活動。各種教育映画、広報映画、ドキュメンタリーなどを監督。並行して高校時代以来の自主映画活動も継続。
- 第一回、第二回のインディーズムービーフェスティバルで入選。
- 自主映画が松竹衛星劇場でテレビ放映、DVD作品集として発売（バップより）された実績を持つ。以降はオリジナルビデオ映画、PVなどエンターテンメント作品の監督、企画・監修など活動範囲を広げている。
- 少年時代より映画鑑賞とともに模型作りを趣味としており、その経験とセンスがミニチュア特撮を使った映像作品に色濃く反映されていると語っている。
- ドラマ演出はドキュメントタッチで男性的なものが多い。
- かたくなに「現場処理による手作りの映像にCGで味付けする」という方法論にこだわるため、独特の画作りが評価されることもある反面、保守的にすぎると批判されることもある。
- プラモデル専門誌にジオラマ作例などの記事やプラモデルの特撮写真ハウツー記事を連載していたため、プロのモデラーとして紹介される場合もある。
- 近年[いつ?]では、大学の特別講師や高校生向けセミナー等に招かれ、後輩育成にも力を注いでいる。

## 主な作品（自主製作映画）
- ガンファイア　　1982年　脚本/監督
- 巨獣戦線　　1983年　脚本/監督
- 異端の森　　1985年　脚本/監督
- 目ざめよと呼ぶ声あり　　1989年　脚本/監督
- 砂丘の残像　　1996年　脚本/監督
- DAYS　（インディーズミュージッククリップ）1997年　撮影/監督
- 横浜開港150年記念展示映像「歴史の波頭」　2009年　脚本/監督
- 黒い巨人　(小田翼監督) 2019年　テクニカルアドバイザー
- 童RE夢（脚本/監督 千葉繁) 2020年　撮影監督
- スパイラルワールド（脚本/監督 千葉繁) 2021年　撮影監督
- 別動捜査班ハンドキャノン（脚本/監督 金岡仁) 2022年　撮影

## 主な作品（商業作品・産業映画）
- 21世紀の超高層建築ランドマークタワー　（建築記録映画）1993年　演出/編集
- 烏の啼く夜（ホラーVシネマ）1993年　監督
- TOKYO POLICE 24HOURS（警視庁広報映画）1994年　監督
- 生きるということ　（高齢化社会・終末医療問題ドキュメント）1998年　監督
- SHAZNA プロモーションビデオ　撮影監督
- ジュビア プロモーションビデオ　監督
- ヴィジュアルバンディッツ（オリジナル特撮ドラマシリーズ）2000年　脚本/監督/特撮監督
  - 「時の墓標」
  - 「サラマンダパスサイド」
  - ホシノフルサト（本作のみ脚本・川崎ヒロユキ）」
- ウルトラマンネオス 第10話「決断せよ!SX救出作戦」2001年　監督
- WOWOWアニメ「BOYS BE…」オープニング映像　2001年　特撮監督
- 黒木マリナ イメージビデオ「バニラコレクション12 黒木マリナ」2002年　撮影/演出
- 大正九年 プロモーションビデオ「崩れない迷路」2004年　監督
- アニメDVDボックス「AIKa リマスターBOX」特典「実写ショートドラマ版アイカ」2006年　監督
- 「昭和の未来科学模型」オリジナルDVD 2008年　監督/特撮監督
- スカパー！ドラマ アイドル都市伝説「猿夢」（主演：加藤里保菜）2012年　監督/編集   ※オムニバスホラー「潟裏弥（カタリヤ）ほんとにあった都市伝説」としてDVDリリース
- 成人女性向けホラードラマ「薔薇の迷宮」（監督：日野日出志 主演：友田彩也香）2014年　共同脚本/共同演出/特殊効果スーパーバイザー
- 日本/ネパール合作･震災復興支援映画｢カトマンズの約束｣ (脚本/監督：伊藤敏明) 2017年 監督補/特撮監督

## 書籍
- 双葉社 怪奇大作戦大全（作品解説）
- VAP アーコフ・ライブラリー　怪奇モンスターセレクションDVD-BOX ブックレット解説
- 月刊モデルグラフィックス（ジオラマ作例掲載）
- 月刊アーマーモデリング（特撮用ミニチュア紹介、ジオラマ作例、製品解説記事掲載）
- 季刊パンツァーグラフ！（プラモ特撮講座「TAC宮本監督の特撮工房」連載）
- 洋泉社「映画秘宝」別冊「ウルトラマン研究読本」（登場メカの紹介対談記事）
- 誠文堂新光社『スマホで超カンタン特撮 〜ポートレートからミニチュアまで「映像監督気分」の撮影テク〜』（2017年、「Tac宮本」名義。本人の著書）

## 出演
- テレビ朝日「トゥナイト2」（2000年5月放映のオリジナル特撮映画特集にて「ヴィジュアルバンディッツ」取材映像で出演）
- 日本映画専門チャンネル・特撮王国スペシャル「海底軍艦特集」（2010年5月放映のトーク番組ゲスト出演）
- 日本/ネパール合作 震災復興支援映画｢カトマンズの約束｣（2017年、災害救助隊員として出演）